# Полудесмосомы
Полудесмосо́мы (англ. Hemidesmosomes) — клеточные контакты, расположенные на базальной стороне мембраны эпителиальной клетки и связывающие её с внеклеточным матриксом. Точнее, полудесмосомы связывают сеть промежуточных филаментов эпителиальных клеток с внеклеточным матриксом при помощи трансмембранных рецепторов. Электронная микроскопия показала, что структуры десмосом и полудесмосом очень похожи (полудесмосома выглядит как половина десмосомы, за что эта структура и получила своё название), однако десмосомы связывают не клетку и внеклеточный матрикс, а две соседние клетки. Основная функция полудесмосом заключается в прикреплении слоёв эпителия к базальной мембране. 

## Структура и состав
На основании белкового состава полудесмосомы можно подразделить на два типа. На цитоплазматической стороне полудесмосом первого типа находится пучок промежуточных филаментов (кератинов 5 и 14), которые прикреплены к внутренней бляшке. Бляшка включает белки BP230 и плектин, которые и связываются с белками промежуточных филаментов. Наружная бляшка содержит два вида трансмембранных белков-рецепторов: интегрин α6β4 и коллаген XVII (также известен как BP180). От плазматической мембраны в базальную мембрану идут якорные филаменты, состоящие из BP180 и ламинина-332 — белок внеклеточного матрикса. В кишечнике обнаружены полудесмосомы второго типа, которые лишены BP180 и BP230. В формировании полудесмосом участвует CD151 — белок семейства тетраспанинов, который находится на поверхности кератиноцитов и эндотелиоцитов. Важную роль в обеспечении стабильности полудесмосом играет белок BPAG1e.

## Функции
Полудесмосомы обеспечивают прикрепление многослойного эпителия к базальной мембране. Полудесмосомы и десмосомы в клетке ориентированы под прямым углом друг к другу, благодаря чему они обеспечивают защиту от разных видов механического стресса. Связанные с промежуточными филаментами, полудесмосомы и десмосомы образуют плотную сеть, обеспечивающую структурную поддержку слоёв эпителия.
Несмотря на важную архитектурную роль, десмосомы и полудесмосомы не являются статическими структурами. Так, при ранении кожи клетки эпителия отсоединяются от базальной мембраны и мигрируют в область раны. Там они делятся, восстанавливая популяцию клеток в зоне ранения, и затем снова прикрепляются к базальной мембране (с помощью полудесмосом) и друг к другу (с помощью десмосом). Таким образом, полудесмосомы и десмосомы способны к обратимой разборке. Разборка полудесмосом происходит при фосфорилировании цитоплазматического участка молекулы интегрина, из-за чего она скручивается внутрь. При этом точка скрепления на плектине освобождается, что и запускает разборку. При разборке полудесмосомы их белки остаются в комплексе, который интернализуется посредством эндоцитоза. Когда клетки вновь присоединяются к базальной ламине, интегрин дефосфорилируется, комплексы вновь встраиваются в плазматическую мембрану, и полудесмосомы восстанавливаются. 
Известно, что полудесмосомы участвуют в некоторых сигнальных путях, таких как миграция кератиноцитов и вторжение клеток карциномы в здоровый эпителий.

## Клиническое значение
Заболевания, связанные с дисфункцией полудесмосом, проявляются в образовании пузырей на коже. Такие заболевания известны под общим названием буллёзный эпидермолиз (БЭ). При БЭ кожа становится хрупкой, отслаивается и покрывается волдырями в ответ на малейший механический стресс. Иногда также происходит отслоение эпителия роговицы, трахеи, пищеварительного тракта, пищевода, а также мышечная дистрофия.
Известно 12 мутаций генов белков полудесмосом, которые приводят к БЭ. Выделяют три типа БЭ: простой, дистрофический и соединительный. При простом БЭ происходит разделение слоёв эпителия. К простому БЭ приводят мутации кератинов, плектина и BPAG1e. При соединительном БЭ наблюдается разделение слоёв базальной мембраны. К нему приводят, в частности, мутации интегрина α6β4 и ламинина-322. При дистрофическом БЭ сосочковый слой дермы отделяется от заякоривающих филаментов. Для этой разновидности БЭ характерны мутации в коллагене VII.